# 1259 год
1259 (ты́сяча две́сти пятьдеся́т девя́тый) год  по юлианскому календарю — невисокосный год, начинающийся в среду. Это 1259 год нашей эры, 9‑й год 6‑го десятилетия XIII века 2‑го тысячелетия, 10‑й год 1250‑х годов. Он закончился 766 лет назад.
| Пн | Вт | Ср | Чт | Пт | Сб | Вс |
|    |    | 1  | 2  | 3  | 4  | 5  |
| 6  | 7  | 8  | 9  | 10 | 11 | 12 |
| 13 | 14 | 15 | 16 | 17 | 18 | 19 |
| 20 | 21 | 22 | 23 | 24 | 25 | 26 |
| 27 | 28 | 29 | 30 | 31 |    |    |

| Пн | Вт | Ср | Чт | Пт | Сб | Вс |
|    |    |    |    |    | 1  | 2  |
| 3  | 4  | 5  | 6  | 7  | 8  | 9  |
| 10 | 11 | 12 | 13 | 14 | 15 | 16 |
| 17 | 18 | 19 | 20 | 21 | 22 | 23 |
| 24 | 25 | 26 | 27 | 28 |    |    |

| Пн | Вт | Ср | Чт | Пт | Сб | Вс |
|    |    |    |    |    | 1  | 2  |
| 3  | 4  | 5  | 6  | 7  | 8  | 9  |
| 10 | 11 | 12 | 13 | 14 | 15 | 16 |
| 17 | 18 | 19 | 20 | 21 | 22 | 23 |
| 24 | 25 | 26 | 27 | 28 | 29 | 30 |
| 31 |    |    |    |    |    |    |

| Пн | Вт | Ср | Чт | Пт | Сб | Вс |
|    | 1  | 2  | 3  | 4  | 5  | 6  |
| 7  | 8  | 9  | 10 | 11 | 12 | 13 |
| 14 | 15 | 16 | 17 | 18 | 19 | 20 |
| 21 | 22 | 23 | 24 | 25 | 26 | 27 |
| 28 | 29 | 30 |    |    |    |    |

| Пн | Вт | Ср | Чт | Пт | Сб | Вс |
|    |    |    | 1  | 2  | 3  | 4  |
| 5  | 6  | 7  | 8  | 9  | 10 | 11 |
| 12 | 13 | 14 | 15 | 16 | 17 | 18 |
| 19 | 20 | 21 | 22 | 23 | 24 | 25 |
| 26 | 27 | 28 | 29 | 30 | 31 |    |

| Пн | Вт | Ср | Чт | Пт | Сб | Вс |
|    |    |    |    |    |    | 1  |
| 2  | 3  | 4  | 5  | 6  | 7  | 8  |
| 9  | 10 | 11 | 12 | 13 | 14 | 15 |
| 16 | 17 | 18 | 19 | 20 | 21 | 22 |
| 23 | 24 | 25 | 26 | 27 | 28 | 29 |
| 30 |    |    |    |    |    |    |

| Пн | Вт | Ср | Чт | Пт | Сб | Вс |
|    | 1  | 2  | 3  | 4  | 5  | 6  |
| 7  | 8  | 9  | 10 | 11 | 12 | 13 |
| 14 | 15 | 16 | 17 | 18 | 19 | 20 |
| 21 | 22 | 23 | 24 | 25 | 26 | 27 |
| 28 | 29 | 30 | 31 |    |    |    |

| Пн | Вт | Ср | Чт | Пт | Сб | Вс |
|    |    |    |    | 1  | 2  | 3  |
| 4  | 5  | 6  | 7  | 8  | 9  | 10 |
| 11 | 12 | 13 | 14 | 15 | 16 | 17 |
| 18 | 19 | 20 | 21 | 22 | 23 | 24 |
| 25 | 26 | 27 | 28 | 29 | 30 | 31 |

| Пн | Вт | Ср | Чт | Пт | Сб | Вс |
| 1  | 2  | 3  | 4  | 5  | 6  | 7  |
| 8  | 9  | 10 | 11 | 12 | 13 | 14 |
| 15 | 16 | 17 | 18 | 19 | 20 | 21 |
| 22 | 23 | 24 | 25 | 26 | 27 | 28 |
| 29 | 30 |    |    |    |    |    |

| Пн | Вт | Ср | Чт | Пт | Сб | Вс |
|    |    | 1  | 2  | 3  | 4  | 5  |
| 6  | 7  | 8  | 9  | 10 | 11 | 12 |
| 13 | 14 | 15 | 16 | 17 | 18 | 19 |
| 20 | 21 | 22 | 23 | 24 | 25 | 26 |
| 27 | 28 | 29 | 30 | 31 |    |    |

| Пн | Вт | Ср | Чт | Пт | Сб | Вс |
|    |    |    |    |    | 1  | 2  |
| 3  | 4  | 5  | 6  | 7  | 8  | 9  |
| 10 | 11 | 12 | 13 | 14 | 15 | 16 |
| 17 | 18 | 19 | 20 | 21 | 22 | 23 |
| 24 | 25 | 26 | 27 | 28 | 29 | 30 |

| Пн | Вт | Ср | Чт | Пт | Сб | Вс |
| 1  | 2  | 3  | 4  | 5  | 6  | 7  |
| 8  | 9  | 10 | 11 | 12 | 13 | 14 |
| 15 | 16 | 17 | 18 | 19 | 20 | 21 |
| 22 | 23 | 24 | 25 | 26 | 27 | 28 |
| 29 | 30 | 31 |    |    |    |    |

## События

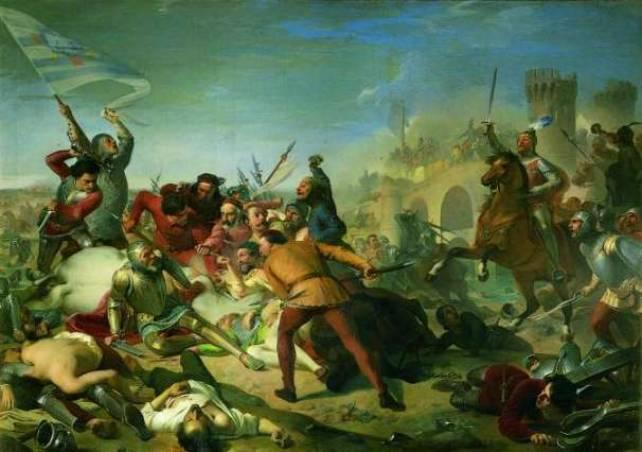
Битва при Кассано в сентябре 1259 года, в которой гвельфы разгромили армию лидера гиббелинов Эццелино III да Романо

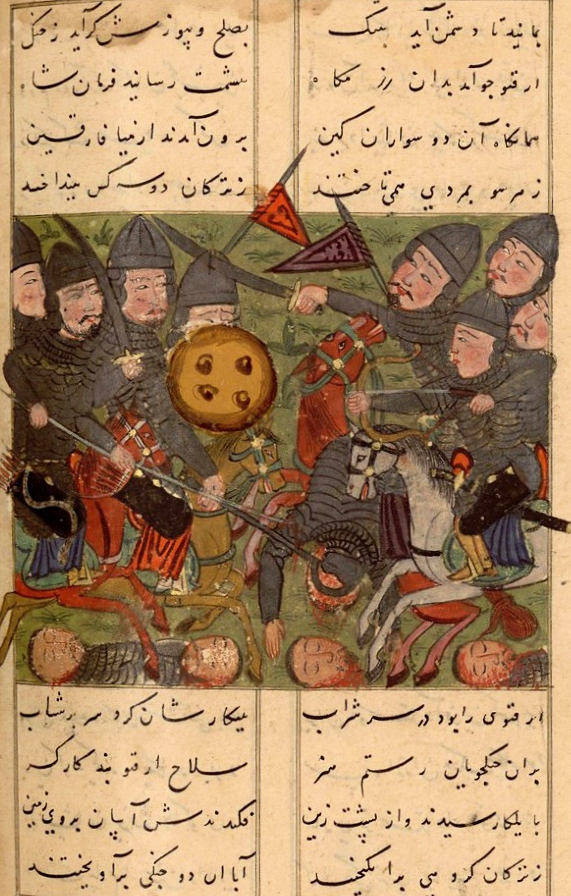
Битва при Мияфракине (1259).

- 1247—1264 — война за тюрингское наследство. Военный конфликт за право наследования земель пресекшейся династии Людовингов между родственниками ландграфского дома по женской линии[1].
- 1256—1270 — Война Святого Саввы. Вооружённый конфликт в крестоносных государствах Палестины между генуэзцами, при содействии владетеля Тира Филиппа де Монфора и рыцарей-госпитальеров с одной стороны и венецианцами, в союзе с Пизой, провансальцами, тамплиерами и большинством палестинских баронов — с другой (часть Венецианско-генуэзский войн)[2].
- Сентябрь — никейцы поражают армию Ахейского княжества и его союзников Эпирского деспотата и Сицилийского королевства в битве при Пелагонии. Князь Вильгельм II Виллардуэн взят в плен[3].
- Сентябрь — Битва при Кассано. Гвельфы разгромили армию Эццелино III да Романо.
- 4 декабря — Парижский договор. Генрих Английский отказывается от притязаний на Нормандию, за что получает от Людовика Французского свои же феоды в Лимузене и Перигоре.
- Парламент Англии объявил Вестминстерские провизии, которые дополняли Оксфордские провизии, устанавливая защиту от произвола не только крупных магнатов.
- Король Венгрии Бела IV находится в состоянии войны с царём Болгарии Константином Тихом.
- Патриарх Арсений Авториан венчает на царство Михаила Палеолога, но лишь до совершеннолетия Иоанна IV Ласкариса.

### Монгольская империя
- 1252—1279 — Монгольское завоевание империи Южная Сун[4].
- 1256—1260 — Ближневосточный поход монголов направленный против иранских исмаилитов-низаритов, халифата Аббасидов, сирийских Айюбидов и мамлюков Египта[5].
  - 12 сентября — монгольская армия выступила на запад. В авангарде шли силы Китбуки, на правом крыле — Байджу и Шиктур, на левом — Сунджак, центром командовал сам Хулагу[5].
  - Хулагу приступил к систематическому подчинению Джезиры. Монголы заняли Ахлат, разгромили в окрестных горах курдов. Ас-Салих Исмаил, сын Бадр ад-Дина Лулу, был послан на завоевание Амида, а Хулагу захватил Эдессу, Нисибин и Харран[5].
  - 18 декабря — монгольские войска при поддержке армянских, грузинских и сельджукских контингентов перешли Евфрат и заняли позиции в окрестностях Халеба[5].

- 1259—1260 — Второе Монгольское вторжение в Польшу под командованием Бурундая (см. 1241 и 1287-1288)[6].
  - Декабрь — преодолев Вислу монголы осадили Сандомир[6].
- 1258—1259 — первое Монгольское вторжение в Литву[7].
  - Монгольское вторжение в Литву традиционно оценивается как монгольская победа, поскольку литовские земли после него описывались как «опустошённые», а само вторжение было «возможно, самым ужасным событием XIII века» в истории страны. Сразу после этих событий Литва, вероятно, стала на несколько лет или десятилетий данником или вассалом, а также союзником Золотой Орды[7].
  - Та же участь, возможно, постигла и соседей литовцев — ятвягов[7].
- После смерти великого хана Мункэ на правление монгольской империей стал претендовать Ариг-Буга, но он не имел общей поддержки, что привело к гражданской войне.
- Хан Хубилай проводил успешную кампанию против династии Сун, но, узнав о смерти Мункэ, заключил с противником перемирие.
- После шести Монгольских вторжений в Корею, государство Корё подчиняется монгольским войскам. Заключён очередной мирный договор, по которому Корё признало суверенитет Монголии и стало выплачивать дань[8].

## Русь
Правление: 1252—1263 — Александр Ярославич Невский
- Декабрь 1259 — февраль 1260 — с целью принуждения галицко-волынских князей к подтверждению своей вассальной зависимости от Орды и участия в войне против владений Пястов в Малой Польше, монголы совершили военный поход на них. В итоге князья подтвердили свою вассальную зависимость, срыли укрепления Данилова, Стожеска, Львова, Кременца, Луцка, Владимира-Волынского. Участив галицко-волынских князей в военном походе на Малую Польшу, где разорили территории Краковского и Сандомирского княжеств[9].
- Сменивший Куремсу новый татаро-монгольский военачальник Бурундай совершил поход на Галицко-Волынское княжество и вынудил Даниила Галицкого бежать в Венгрию, а его младший брат Василько Романович и сын Лев Василькович были вынуждены принять условия татаро-монгол — срыть укрепления городов на Волыни: Кременец, Луцк и Владимиро-Волынский[10].
- Васильку Романовичу хитростью удалось сохранить лишь Холмскую крепость, недавно отстроенную резиденцию галицко-волынских князей.
- Зима 1259/60 — Александр Невский, вместе с татарскими численниками и в сопровождении своего брата Андрея Ярославича и племянника ростовского князя Бориса Васильковича приезжает в Великий Новгород, угрожая татарским погромом, добился от новгородцев участия в переписи населения для ордынского выхода, подавив мятеж[11]. Дмитрий Александрович оставлен отцом в В.Новгороде князем-наместником[12].

## Начало правления
См.также: Список глав государств в 1259 году
- 12 ноября — Кутуз смещает аль-Мансура Али и становится султаном Египта.
- Мамлюкский султанат — Кутуз (1259—1260).
- После смерти Кристофера I королём Дании стал его малолетний сын Эрик V.

## Наука и искусство
- Начата постройка Марагинской обсерватории[13].

## Родились
См. также: Категория:Родившиеся в 1259 году
- Ногарэ, Гийом де — советник французского короля Филиппа IV Красивого.
- Кавальканти, Гвидо — итальянский философ и поэт.
- Каваллини, Пьетро — итальянский живописец.
- Иоанн I (король Кипра).

## Скончались
См. также: Категория:Умершие в 1259 году
- 29 мая — Кристофер I (король Дании) .
- 21 июля — Коджон (правитель Корё).
- 11 августа — Мункэ, великий хан Монгольского государства, умер (от дизентерии или холеры) при осаде Хэчжоу.
- 3 сентября — Дитрих фон Грюнинген, ландмейстер Тевтонского ордена в Германии (1254—1256), в Пруссии (1246—1259) и Ливонии (1238—1242, 1244—1246).
- 7 октября — Эццелино III да Романо.
- Матвей Парижский — английский хронист.